# Věra Faltová
Věra Faltová (17. května 1932 Praha – 25. března 2009 Kladno) byla česká malířka a ilustrátorka.

## Život
Vystudovala na VŠUP u profesora Adolfa Hoffmeistra.

## Dílo
Byla známá jako ilustrátorka komiksů pro časopisy Ohníček a Čtyřlístek.
- Barbánek
- Kocour Vavřinec
- Karajda
- Karáskova dobrodružství
- Jáchym a tiskařský šotek
- Případy perfektního psa
- Malý Vlk a Bystré Očko